# Mallorca Championships 2022
Mallorca Championships 2022 — тенісний турнір, що проходив на трав'яних кортах у місті Santa Ponsa, Іспанія з 20 до 26 червня. Належав до категорії ATP 250.

## Фінальна частина

### Одиночний розряд
Стефанос Ціціпас —  Роберто Баутіста Аґут 6–4, 3–6, 7–6(7–2)

### Парний розряд
Рафаель Матос /  Давід Веґа Ернандес —  Аріель Беар /  Ґонсало Ескобар 7–6(7–5), 6–7(6–8), [10–1]